# Antonio María Peñaloza
Antonio María Peñaloza Cervantes (Plato, 24 de diciembre de 1916-Barranquilla, 18 de julio de 2005) fue un músico, arreglista y compositor colombiano de música popular.

## Biografía
Nació en Plato (Magdalena). Transcurrió su niñez en El Difícil (Magdalena), y luego vivió en Fundación (Magdalena).
En Fundación, a comienzos de 1930, se inició como músico en la ejecución de la trompeta y realizó sus primeras composiciones.
En 1935 se trasladó a Barranquilla y posteriormente estudió en el Conservatorio de Música de Bellas Artes.
Antonio María Peñaloza fue profesor de música en la Facultad de Música de la Universidad del Atlántico.

## Obra
Destaca "Te olvidé", composición en ritmo de son de garabato con letra del poema del español Mariano San Ildefonso, considerado himno del carnaval de Barranquilla.
Además, entre sus composiciones musicales destacan "Fidelina", "Adiós, Fulana", "Danza del sol", "Mátese media vaca", "Chambacú", "La perla", "Esa mujer", entre otras.

## Te Olvidé
Desde el año 1954 la canción se escuchado en el ámbito carnavalesco del Caribe colombiano, interpretada por numerosas bandas, conjuntos y orquestas. Una versión fue grabada en el año 2021 por un grupo de cantantes colombianos.